# Pedro Henrique
Pedro Henrique Pereira da Silva (Goiânia, 18 december 1992) is een Braziliaans voetballer die doorgaans speelt als centrale verdediger. In januari 2024 verruilde hij Lion City Sailors voor Atlético Goias.

## Clubcarrière
Henrique speelde in de jeugd van Goiás en maakte zijn debuut ook bij die club. Op 28 november 2010 werd met 3–1 verloren op bezoek bij Atlético Mineiro. Éverton Santos scoorde voor de bezoekers, maar Atlético won door treffers van Diego Souza, Renan Oliveira en Diego Tardelli. Henrique mocht van zijn coach Artur Neto twintig minuten voor tijd invallen voor Guilherme Camacho. Hierna werd de verdediger tweemaal verhuurd; aan Trindade en Aparecidense. Na zijn terugkeer kreeg hij gestaag meer speeltijd in het eerste elftal van Goiás.
In 2015 maakte de Braziliaan de overstap naar Vitória Guimarães. In het seizoen 2016/17 werd Vitória vierde in de Primeira Liga, waardoor de club het seizoen erop uit mocht komen in de Europa League. Hierin zorgde de Portugese club voor een primeur. Met Henrique als aanvoerder werd gekozen voor een basiselftal met slechts spelers van buiten Europa. Dat had de competitie nog nooit eerder gezien. In januari 2018 verlengde Henrique zijn verbintenis tot medio 2022.
Eind 2020 werd hij tot medio 2021 gehuurd door Al-Wahda. Na deze verhuurperiode keerde hij op huurbasis terug naar Brazilië, bij Atlético Goias. In januari 2022 stapte Henrique over naar Lion City Sailors. Twee jaar later keerde hij transfervrij terug bij Atlético Goias.

## Clubstatistieken
| Seizoen | Club              | Competitie    | Competitie | Competitie | Beker | Beker | Internationaal | Internationaal | Totaal | Totaal |
| Seizoen | Club              | Competitie    | Wed.       | Dlp.       | Wed.  | Dlp.  | Wed.           | Dlp.           | Wed.   | Dlp.   |
| ------- | ----------------- | ------------- | ---------- | ---------- | ----- | ----- | -------------- | -------------- | ------ | ------ |
| 2010    | Goiás             | Série A       | 1          | 0          | 0     | 0     | —              | —              | 1      | 0      |
| 2011    | → Trindade        | Série D       | 4          | 0          | 0     | 0     | —              | —              | 4      | 0      |
| 2012    | → Aparecidense    | Série D       | 20         | 0          | 0     | 0     | —              | —              | 20     | 0      |
| 2013    | → Aparecidense    | Série D       | 2          | 1          | 0     | 0     | —              | —              | 2      | 1      |
| 2013    | Goiás             | Série A       | 4          | 1          | 0     | 0     | —              | —              | 4      | 1      |
| 2014    | Goiás             | Série A       | 38         | 2          | 2     | 0     | 2              | 0              | 42     | 2      |
| 2015    | Goiás             | Série A       | 0          | 0          | 0     | 0     | —              | —              | 0      | 0      |
| 2015/16 | Vitória Guimarães | Primeira Liga | 19         | 0          | 1     | 0     | 0              | 0              | 20     | 0      |
| 2016/17 | Vitória Guimarães | Primeira Liga | 33         | 0          | 7     | 0     | —              | —              | 40     | 0      |
| 2017/18 | Vitória Guimarães | Primeira Liga | 21         | 0          | 1     | 0     | 4              | 1              | 26     | 1      |
| 2018/19 | Vitória Guimarães | Primeira Liga | 32         | 2          | 3     | 0     | —              | —              | 35     | 2      |
| 2019/20 | Vitória Guimarães | Primeira Liga | 24         | 0          | 3     | 0     | 7              | 0              | 34     | 0      |
| 2020/21 | → Al-Wahda        | Saudi League  | 17         | 0          | 1     | 0     | —              | —              | 18     | 0      |
| 2021    | → Atlético Goias  | Série A       | 6          | 0          | 0     | 0     | —              | —              | 6      | 0      |
| 2022    | Lion City Sailors | S.League      | 21         | 2          | 1     | 0     | 6              | 2              | 28     | 4      |
| 2023    | Lion City Sailors | S.League      | 0          | 0          | 0     | 0     | 2              | 0              | 2      | 0      |
| 2024    | Atlético Goias    | Série A       | 14         | 0          | 2     | 0     | —              | —              | 16     | 0      |
| 2025    | Atlético Goias    | Série A       | 15         | 1          | 2     | 0     | —              | —              | 17     | 1      |
| Totaal  | Totaal            | Totaal        | 271        | 9          | 23    | 0     | 21             | 3              | 315    | 12     |

Bijgewerkt op 25 april 2025.